# René-François Dumas
René-François Dumas (14. prosince 1753, Jussey (Haute-Saône) – 28. července 1794, Paříž) byl francouzský revolucionář.

## Životopis
Dumasovi předkové pocházeli z Lotrinska. Jeho otec byl Jean Dumas, panoš, nositel Řádu sv. Ludvíka a důstojník policie. Byl převelen do Lons-le-Saunier, kde se usadil se svou rodinou. Dumas vstoupil do kněžského semináře, poté se stal novicem u benediktýnů, ale porušil řeholní sliby předtím, než se stal členem řádu. Charles Nodier uvádí, že svým kolegům byl známější pod jménem „Abbé Dumas“.
Když vypukla Francouzská revoluce, Dumas byl advokátem v Lons-le-Saunier. V červnu 1790 založil lidovou společnost comité de l'arrosoir, která byla připojena ke klubu jakobínů Dne 20. března 1791 byl zvolen starostou Lons-le-Saunier. Na konci srpna však odbor vyslal do zákonodárného sboru umírněné náměstky . Stejně tak při komunálních volbách v 13. listopadu 1791, vítězí umírněný Pourtier. V roce 1792 byl jmenován kurfiřtem. V roce 1793 byl jeho otec kapitánem četnictva v Lons. Po povstání sansculotů 31. května a 2. června 1793 vyslala lidová společnost Dumase do Paříže s jeho přítelem Pierrem-Louisem Ragmeyem, aby odsoudili správce departementu Jura, zapojené do federalistického hnutí zasahují na 13. června večer.
V reakci na to Konvent jmenoval zástupce Jeana Bassala a Garniera de l'Aube s posláním jít do Jury ve společnosti těchto dvou mužů. Zastavují se však v Dole. Ve skutečnosti nemohli vstoupit do Lons, kde vypukla otevřená vzpoura. Tento trvá, 25 a 26. června, forma nepokojů, při kterých jsou jakobíni pronásledováni, někteří zabiti. Oba muži se proto vrátili do Paříže se zástupci Jeanem Bassalem a Garnierem de l'Aube, kteří je představili Výboru pro veřejnou bezpečnost v srpnu 1793, Dumas byl jmenován viceprezidentem revolučního tribunálu, zatímco Ragmey získal místo v porotě.
Dne 8. dubna 1794, tři dny po popravě Dantona a Desmoulinse se stal předsedou tribunálu a nahradil Martiala Hermana, jmenovaného ministrem.
V této funkci, s Fouquier-Tinvillem jako žalobcem, vedl několik velkých politických procesů, jejichž obžalovaní byli odsouzeni k smrti. Soudní proces s vězeňskými spiklenci 13. dubna, během nějž byli odsouzeni zejména generál Dillon, ústavní biskup Gobel, vdovy Hébertová a Desmoulinsová, Chaumette, právník Pařížské komuny Philibert Simond, Alžběta Filipína Kapetová, sestra Ludvíka XVI. proces 10. května, kdy byla souzena Anne-Louise de Domangeville, která unikla smrti, a její rodina, nebo skupina karmelitánek z Compiègne dne 17. července. Jeho postoj během nich mu vynesl pověst cynismu a krutosti. Pokud jde o proces s hébertisty, politicky citlivými pro vládní výbory, byl po thermidorském převratu obviněn z umlčování svědků a zkreslených výpovědí před vyšetřujícím soudcem. Podle historika Arnauda de Lestapis se tím chtěl vyhnul odhalení Chabota z předpokládané tajné dohody Héberta s baronem de Batz a z ochrany Pache.
Věrný Robespierrovi během krize mezi členy výborů v létě 1794 byl 9. thermidoru (27. července 1794) vypovězen od soudu, když předsedal rannímu slyšení. Během dne se připojil k povstalecké komuně v Paříži, aby dosáhl propuštění Maximiliena Robespierra, Saint-Justa, Couthona, Le Base a Augustina Robespierra.
Byl zatčen s několika svými společníky dne 10. thermidoru, kolem druhé hodiny ráno. Odpoledne předstoupil před revoluční tribunál, aby byla ověřena jeho totožnost. Poté byl na konci dne gilotinován na Place de la Révolution spolu s Robespierrem a dalšími revolucionáři.

## Rodina
Jeho mladší bratr Jean-François (narozen v Jussey v roce 1757) byl rovněž právník v Lons. Dne 11. listopadu 1790 byl zvolen do generální rady departementu, která ho jmenovala do výkonné rady, jejímž se stal místopředsedou. Byl jedním ze správců departementu Jura zapletených Dumasem a Ragmeym v roce 1793. Byl dekretem prohlášen za rebela za to, že se spolu se svými kolegy postavil proti zavedení opatření navržených zástupci Konventu. Uprchl, později se vrátil do Francie a usadil se v Trévoux, kde v roce 1795 zemřel na apoplexii.